# 曹全晸
曹全晸（819年—881年），字文宣，汴梁祥符縣忠良鄉人。
唐代徐州刺史曹勖的曾孫，淮安太守曹珙之子，生於唐元和十四年（819年）已亥四月十一日。唐懿宗咸通年間中舉人，任河南都尉，因破黃巢兵禍有功，升為淄州刺吏。
广明元年（880年），曹全晸升任天平军节度使兼东面副都统。同年，其长子曹翊在与黄巢作战时中伏阵亡。廣明元年9月曹全晸率六千军队在泗州对抗黄巢十五万大军，虽人数相差悬殊，起初竟然死战击破敌军，但由于都统高骈不救援，曹全晸力戰而敗。中和元年10月戰死。
曹全晸有二子，長子曹翊、次子曹翔。军中推曹全晸兄子曹存实继为天平军留后。